# Maset

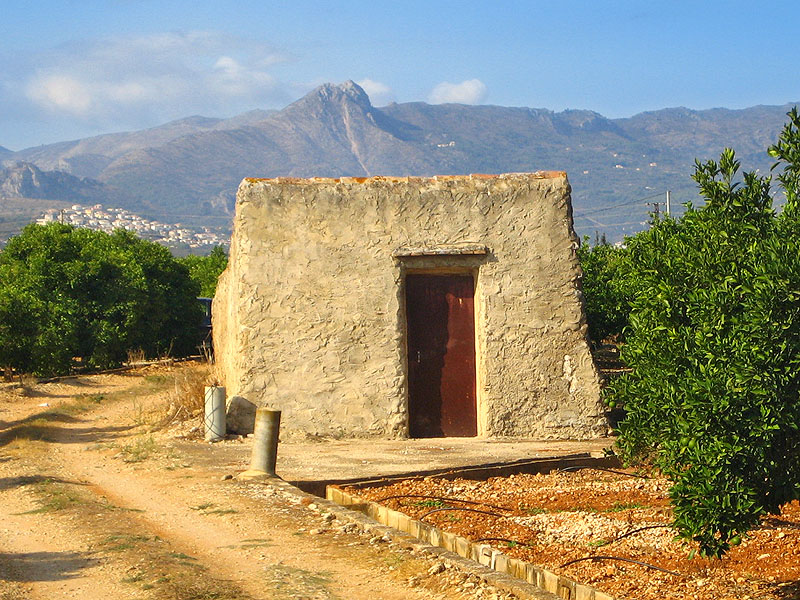
Casup típic del gènere, malgrat que la majoria es pinta de blanc

Un maset (casot a la Catalunya Nord, casup a la comarca històrica de la Marina) és una petita construcció situada en una finca rústica, pensada per a emmagatzemar-hi estris o fins i tot, en alguns casos, per a passar-hi uns dies. Casup prové de "casa" més el sufix despectiu "-up" que s'aplica a les coses pobres o petites. Aquest nom s'aplica a dos conceptes: Una edificació per a emmagatzemar o una caseta menuda i pobra (barraca).
Adopta uns trets específics que el distingeix d'un xalet o casa. Ha de ser d'una planta, normalment lluït amb guix i pintat de blanc (històricament, amb calç). Així mateix, és una construcció funcional, que serveix i pertany a un bancal o terreny; com a conseqüència, sol pertànyer a un llaurador, si bé alguns han deixat de tenir una funció agrícola activa. Pot disposar d'un riurau o porxe. Es diferencia de les barraques de l'Horta o del Delta pel fet que el teulat dels casups és o poc costerut o pla, i sol ser de teula i no de palla.